# Szabó Tímea
Szabó Tímea (Budapest, 1976. január 18. –) magyar politikus, országgyűlési képviselő, 2013 és 2022 között a Párbeszéd Magyarországért párt társelnöke, parlamenti frakcióvezetője. 2013-ig a Lehet Más a Politika (LMP) tagja és parlamenti frakcióvezető-helyettese volt.

## Pályafutása

### Tanulmányai
A Szegedi Tudományegyetem kommunikáció szakán végzett, majd később a Harvard Egyetem jogi karán tanult.

### Kutatói pályafutása
Öt évig újságíróként brit és amerikai lapoknak, valamint hírügynökségeknek tudósított Magyarországról. Később a Harvard Egyetem jogi karának egyik kutatóprogramjához került, először kutatóként, majd kutatásvezetőként. Az ENSZ megbízásából itt fegyveres konfliktus-megelőzési stratégiákról, illetve sérülékeny csoportok védelméről folytatott kutatásokat.
2001-ben három hónapig Pakisztánban dolgozott az International Rescue Committee nevű civil szervezetnél, ahol többek között az afgán menekültek kérdéseivel foglalkozott.
A 2001. szeptember 11-ei terrortámadás előtt egy héttel tért vissza Bostonba, ahol a támadást követően az afgán konfliktus rendezésével kapcsolatosan folytatott kutatást. Az amerikai bombázások befejeztével Afganisztánba költözött és Kabulban egy ideig a Harvard megbízásából az ENSZ afganisztáni missziójával dolgozott együtt. Feladata az új afgán kormány kapacitásfejlesztésének elősegítése volt. Néhány hónappal később csatlakozott a CARE International szervezetéhez, ahol egy országos emberi jogi felmérést vezetett.

### Közéleti pályafutása
2003 őszén visszaköltözött Magyarországra, majd 2004 elején csatlakozott a Magyar Helsinki Bizottsághoz, ahol közel négy évig koordinálta a Menekült Programot. 2008-ban a Lehet más a politika! nevű mozgalom egyik alapítója volt, majd annak párttá válása után választmányi tagja. A 2009-es európai parlamenti választásra az LMP és a Humanista Párt közös listájának vezetőjévé választották.
A 2010-es országgyűlési választásokon az LMP országos listájának 6. helyéről került be a parlamentbe. A párt országgyűlési frakciójának 2010. május 10-ei ülésén frakcióvezető-helyettessé választották.
A 2013. január 26-i platformközgyűlésen többekkel együtt kilépett a pártból. A távozók létrehozták a Párbeszéd Magyarországért (PM) nevű baloldali-zöld formációt, melynek alakuló közgyűlésén Jávor Benedekkel együtt társelnökké választották. Az új párt szövetségre lépett a Bajnai Gordonhoz köthető Együtt 2014-gyel. A 2014-es országgyűlési választásokon a Összefogás nevű baloldali választási koalíció jelöltjeként listás helyről jutott ismét a parlamentbe.
A 2018-as országgyűlési választáson az MSZP-Párbeszéd jelöltjeként a Budapest 10-es választókerületben (Óbuda–Békásmegyer) megválasztották országgyűlési képviselővé.
A  2019-es önkormányzati választás után Borkai Zsolt politikai botrányának hatására „Az olimpiai életjáradék erkölcstelen magatartás miatti megvonásáról” címmel olyan törvényjavaslatot nyújtott be, amely szerint a járadékot érdemtelenség miatt nemcsak a büntetett előéletű, próbára bocsátott sportolótól vennék el, hanem attól is, aki erkölcsileg súlyosan kifogásolható magatartást tanúsít, erkölcstelen életvitelt folytat.
A 2021-es magyarországi ellenzéki előválasztáson ismét őt indította a Párbeszéd az óbudai választókerületben. Őt támogatta a Jobbik és a Mindenki Magyarországa Mozgalom is. Egyedüli indulóként megnyerte az előválasztást.

### Párbeszéd társelnökeként (2013–2022)
2022. július 10-én vasárnap a Párbeszéd tisztújító kongresszusán megválasztották a frakció két új társelnökét, az eddigi két társelnök, Karácsony Gergely és Szabó Tímea korábban jelezte, hogy nem indul újra a tisztségért. így a helyüket Szabó Rebeka és Tordai Bence vették át.

## Családja
Volt férje Hunyadi Gábor, a Jobbik korábbi OVB (új nevén: NVB)-delegáltja. Egy gyermekük született, Gergő. Jelenlegi kapcsolatában 2018 nyarán született meg második gyermeke.